# Beatriz Fonseca
Beatriz Fonseca, surnommée "Bia Meio-Metro" (Bia diminutif de Beatriz, demi-mètre), est née le 15 septembre 1998, est une footballeuse portugaise évoluant au poste d'attaquante. Internationale portugaise depuis 2024, elle évolue au sein du SC Braga depuis 2022.

## Biographie
Née à Guarda, Beatriz Fonseca commence à jouer au football à Guarda Desportiva, avant de passer à Guarda 2000 et à Guarda Unida. 
En 2013, il a rejoint la Fundação Laura dos Santos, un club qu’elle représente pendant trois saisons et d’où elle est transférée au GD Estoril Praia en 2016.
Au terme de la saison 2021, l'opportunité de partir à l'étranger s'offre à Beatriz Fonseca. Elle quitte donc le Portugal pour Chypre afin d'y rejoindre l'Apollon Limassol. Elle y découvre la Ligue des championnes, puis remporte son premier titre en novembre, avec la Supercoupe de Chypre. À l'issue elle a fait le "triplé" championnat, Coupe et Supercoupe de Chypre.
En juillet 2022, elle est de retour au Portugal rejoignant les rangs du SC Braga.

## Statistiques

### En club
| Saison                | Club                  | Championnat           | Championnat | Championnat | Coupe(s) nationale(s) | Coupe(s) nationale(s) | Compétition(s) continentale(s) | Compétition(s) continentale(s) | Compétition(s) continentale(s) | Sélection | Sélection | Sélection | Total | Total |
| Saison                | Club                  | Division              | M.          | B.          | M.                    | B.                    | Comp.                          | M.                             | B.                             | Équipe    | M.        | B.        | M.    | B.    |
| 2013-2014             | Fun. Laura Santos     | 2 Divisão             | 10          | 15          | 0                     | 0                     | -                              | 0                              | 0                              | -         | 0         | 0         | 10    | 15    |
| 2014-2015             | Fun. Laura Santos     | Nacional feminino     | 0           | 0           | 0                     | 0                     | -                              | 0                              | 0                              | -         | 0         | 0         | 0     | 0     |
| 2015-2016             | Fun. Laura Santos     | Nacional feminino     | 22          | 7           | 0                     | 0                     | -                              | 0                              | 0                              | -         | 0         | 0         | 22    | 7     |
| Sous-total            | Sous-total            | Sous-total            | 32          | 22          | 0                     | 0                     | -                              | 0                              | 0                              | -         | 0         | 0         | 32    | 22    |
| 2016-2017             | GD Estoril Praia      | Nacional feminino     | 19          | 5           | 2                     | 0                     | -                              | 0                              | 0                              | U19       | 2         | 0         | 23    | 5     |
| 2017-2018             | GD Estoril Praia      | Nacional feminino     | 22          | 4           | 5                     | 3                     | -                              | 0                              | 0                              | -         | 0         | 0         | 27    | 7     |
| 2018-2019             | GD Estoril Praia      | Nacional feminino     | 22          | 15          | 3                     | 2                     | -                              | 0                              | 0                              | -         | 0         | 0         | 25    | 17    |
| 2019-2020             | GD Estoril Praia      | Nacional feminino     | 15          | 3           | 4                     | 2                     | -                              | 0                              | 0                              | -         | 0         | 0         | 19    | 5     |
| 2020-2021             | GD Estoril Praia      | Nacional feminino     | 21          | 8           | 0                     | 0                     | -                              | 0                              | 0                              | -         | 0         | 0         | 21    | 8     |
| Sous-total            | Sous-total            | Sous-total            | 99          | 35          | 14                    | 7                     | -                              | 0                              | 0                              | -         | 2         | 0         | 115   | 42    |
| 2021-2022             | Apollon Limassol FC   | First Division        | 11          | 6           | 3                     | 1                     | -                              | 3                              | 0                              | B         | 1         | 0         | 18    | 7     |
| Sous-total            | Sous-total            | Sous-total            | 11          | 6           | 3                     | 1                     | -                              | 3                              | 0                              | -         | 1         | 0         | 18    | 7     |
| 2022-2023             | SC Braga              | Liga BPI              | 21          | 12          | 11                    | 2                     | -                              | 0                              | 0                              | B         | 3         | 0         | 35    | 14    |
| 2023-2024             | SC Braga              | Liga BPI              | 19          | 4           | 7                     | 1                     | -                              | 0                              | 0                              | A         | 1         | 0         | 27    | 5     |
| Sous-total            | Sous-total            | Sous-total            | 40          | 16          | 18                    | 3                     | -                              | 0                              | 0                              | -         | 4         | 0         | 62    | 19    |
| Total sur la carrière | Total sur la carrière | Total sur la carrière | 182         | 79          | 35                    | 11                    | -                              | 3                              | 0                              |           | 7         | 0         | 227   | 90    |

Statistiques actualisées le 1er juillet 2024

#### Matchs disputés en coupes continentales
| Matchs | Date         | Stade                                   | Adversaire          | Résultat    | Minutes | Compétition         | Buts | Tour                      | Club                |
| ------ | ------------ | --------------------------------------- | ------------------- | ----------- | ------- | ------------------- | ---- | ------------------------- | ------------------- |
| 1      | 18 août 2021 | Stade du SEK Agiou Athanasiou, Limassol | Dinamo Minsk        | 2 – 0 a. p. | 118 min | Ligue des champions | 0    | 1er tour de qualification | Apollon Limassol FC |
| 2      | 21 août 2021 | Stade du SEK Agiou Athanasiou, Limassol | CSKA Moscou         | 2 – 1       | 13 min  | Ligue des champions | 0    | 1er tour de qualification | Apollon Limassol FC |
| 3      | 31 août 2021 | Stade du SEK Agiou Athanasiou, Limassol | Zhytlobud-1 Kharkiv | 1 – 2       | 45 min  | Ligue des champions | 0    | 2e tour de qualification  | Apollon Limassol FC |

### En sélection nationale
Le 21 février 2024, Beatriz Fonseca fait ses débuts à Estoril au sein de l'équipe nationale portugaise A, face à la Tchéquie (victoire, 3-1), où elle entre à la 90e minute.
| Matches officiels de Beatriz Fonseca en sélections portugaises au 9 avril 2024 | Matches officiels de Beatriz Fonseca en sélections portugaises au 9 avril 2024 | Matches officiels de Beatriz Fonseca en sélections portugaises au 9 avril 2024 | Matches officiels de Beatriz Fonseca en sélections portugaises au 9 avril 2024 | Matches officiels de Beatriz Fonseca en sélections portugaises au 9 avril 2024 |
| Club                                                                           | V.                                                                             | N.                                                                             | D.                                                                             | Buts                                                                           |
| ------------------------------------------------------------------------------ | ------------------------------------------------------------------------------ | ------------------------------------------------------------------------------ | ------------------------------------------------------------------------------ | ------------------------------------------------------------------------------ |
| Portugal U19 (2 matchs:28.57 %)                                                | 1 (50.00 %)                                                                    | 1 (50.00 %)                                                                    | 0 (00.00 %)                                                                    | 0 (00.00 %)                                                                    |
| Portugal B (4 matchs:57.14 %)                                                  | 0 (00.00%)                                                                     | 3 (75.00 %)                                                                    | 1 (25.00 %)                                                                    | 0 (00.00 %)                                                                    |
| Portugal A (1 matchs:14.29 %)                                                  | 1 (100.00 %)                                                                   | 0 (00.00 %)                                                                    | 0 (00.00%)                                                                     | 0 (00,00 %)                                                                    |
| Total (Incomplet)                                                              | 2 (28.57 %)                                                                    | 4 (57.14 %)                                                                    | 1 (19.24 %)                                                                    | 0                                                                              |

## Palmarès

### Avec leFundação Laura Santos
- Championne de la 2 Divisão Série C : 1 fois — 2013-14.
- Vice-championne de la 2 Divisão : 1 fois — 2013-14.

### Avec leApollon Limassol FC
- Championne de la First Division : 1 fois — 2021-22.
- Vainqueur de la Coupe de Chypre : 1 fois — 2021-22.
- Vainqueur de la Supercoupe de Chypre : 1 fois — 2021.

### Avec leSC Braga
- Finaliste de la Taça de Portugal : 1 fois — 2022-23.
- Finaliste de la Taça da Liga : 1 fois — 2022-23.